# Scandinavian Songs with Alice and Svend
Scandinavian Songs with Alice and Svend är ett musikalbum från 1964 med Alice Babs och Svend Asmussen.

## Inspelning
Orkestermusiken spelades in i Köpenhamn, och Alice Babs spelade in sin sång i Europa-Film i Stockholm. Arbetet tog i anspråk "400 timmars trickinspelningar med stor kör och orkester", där kören utgjordes av Alice Babs och Svend Asmussen, och samtliga instrument spelades av Svend Asmussen själv.

## Utgåvor
Originalutgåvan på LP gavs ut i både mono, Swe-Disc SWELP 21, och stereo, Swe-Disc SWELPS 21. Framsidan på omslagen till dessa första svenska utgåvor var gjorda av säckväv..
Albumet har sedan getts ut igen på LP i Sverige, och även i andra länder. I USA presenterades inspelningarna under titeln "Scandinavian Folk Songs Sung & Swung!" på Philips..
År 1989 gavs detta album ut på CD i stereo. År 2009 ingick Scandinavian Songs with Alice and Svend i den då utgivna CD-samlingen 3 Original Album Classics.
Den 30 januari 2014 gjordes albumet tillgängligt av Sony Music Entertainment Sweden AB för digital nedladdning.

## Låtlista
Musiken är, där inget annat anges, traditionell. Alla engelska texter är skrivna av Signe Hasso.

### Sida A
1. Trough Valleys - Up Mountains (Vi gå över daggstänkta berg) (Edwin Ericson) – 2'10
2. Far Away Star (Allt under himmelens fäste) – 2'49
3. Daughter Mine – Oh Daughter Dearest (Roselil og hendes moder) – 3'39
4. Midsummer Eve (Å jänta å ja) (Fredrik August Dahlgren) – 2'11
5. Yonder in Molom (Visa i Molom) (Alf Hambe) – 2'57
6. Up in a Tree (Högt i ett träd en kråka satt) – 2'24

### Sida B
1. Blue Mountain Land (Vindarna sucka uti skogarna) – 3'22
2. Never Truly True (Ack, hör du lilla flicka) – 2'25
3. May Blessed Be Each Day (Marken er mejet) – 1'57
4. Loves Me – Loves Me Not (Kullerullvisan) – 2'40
5. She Waited for Her Lover (Det var en lørdag aften) – 3'19
6. Hej tomtegubbar – 1'43

## Medverkande
- Alice Babs – sång
- Svend Asmussen – alla instrument, arrangemang, sång

## Utmärkelser

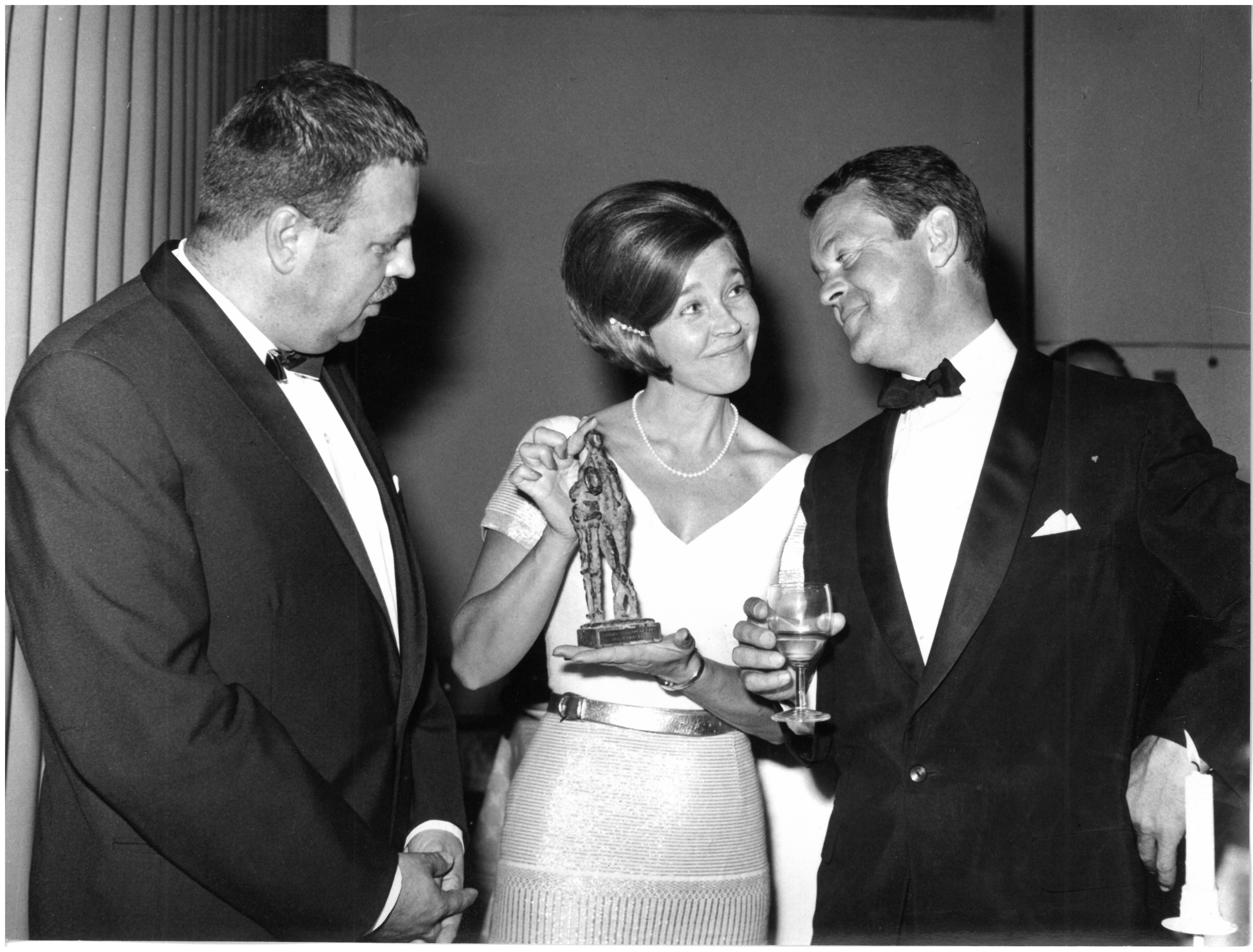
Sture Wahlberg (producent) tillsammans med Alice Babs och Svend Asmussen på Grand Gala du Disque år 1965. (copyright Rob Bosboom Photography)

Alice Babs och Svend Asmussen mottog utmärkelsen Edison Award för detta album, vid Grand Gala du Disque 1965 i Nederländerna.

### Fotnoter
1. ↑  Liner notes: "Scandinavian Folk Songs Sung & Swung!", Philips PHS 600-184, USA.
2. ↑  Hedman, Frank: "Alice Babs", Rabén & Sjögren, 1975, s. 117.
3. ↑  ”Svensk mediedatabas”. http://smdb.kb.se/catalog/id/001501751. Läst 24 maj 2013.
4. ↑  ”www.discogs.com”. http://www.discogs.com/Alice-Babs-Svend-Asmussen-Scandinavian-Songs-With-Alice-And-Svend/release/3409077. Läst 24 maj 2013.
5. ↑  Zackrisson, Lasse: "A complete discography of all Alice Babs recordings 1939-2002" (CD-ROM), Vax Records, Vaxholm, 2010.
6. ↑  ”www.amazon.com”. http://www.amazon.com/Scandinavian-Songs-Swung-Alice-Asmussen/dp/B00BDV96UK. Läst 24 maj 2013.
7. ↑  ”Svensk mediedatabas”. http://smdb.kb.se/catalog/id/001476942. Läst 24 maj 2013.
8. ↑  ”CDON.com”. http://downloads.cdon.com/index.phtml?action=search&search_terms=alice+babs&category=music_album&gridview=0&showall=1&page=1&sortby=release_date_desc. Läst 5 februari 2014.[död länk]
9. ↑  Sjöblom, Alice Babs: "Född till musik: memoarer", Norstedts, Stockholm, 1989, s. 312.